# Bruno Hameni Njeukam
Bruno Njeukam, né le 31 juillet 1978 à Kumbo, est un footballeur international camerounais évoluant au poste de gardien du but.

## Biographie

### En club
Bruno Njeukam réalise ses débuts au Racing Bafoussam. En 1996, il rejoint l'Europe, en étant transféré en France. Il évolue avec l'équipe réserve du Havre, où il reste trois ans.
Il part ensuite en Chine, pour jouer au Yanbian Fude. Il revient en 2001 dans son pays natal et joue avec l'un des plus grands clubs camerounais, l'Union Douala, où il reste deux saisons. Il retourne ensuite en Europe, en Lettonie, pour évoluer avec le FK Riga, avant de revenir à l'Union Douala.
En 2005, il part en Algérie et joue avec l'un des plus grands clubs du pays, le CR Belouizdad. Il est ensuite transféré en 2007 à la JSM Béjaia. Il remporte avec ce dernier club une Coupe d'Algérie en 2008, et monte sur le podium du championnat lors de la saison 2008-2009. Il joue un total de 71 matchs en première division algérienne. Il participe également à la Coupe de la confédération avec la JSM Béjaia.

### En équipe nationale
Bruno Njeukam reçoit deux sélections en équipe du Cameroun. Il joue son premier match en équipe nationale lors de l'année 1996, et son second lors de l'année 1997.

## Carrière
- 1995-1996 :  Racing Bafoussam
- 1996-1999 :  Le Havre
- 1999-2001 :  Yanbian Fude
- 2001-2003 :  Union Douala
- 2003-2004 :  FK Riga
- 2004-2005 :  Union Douala
- 2005-2007 :  CR Belouizdad
- 2007-2009 :  JSM Béjaia

## Palmarès
- Vainqueur de la Coupe d'Algérie en 2008 avec la JSM Béjaia.
- Finaliste de la Coupe du Cameroun en 2004 avec l'Union Douala.